# High Island (Texas)
High Island est une Census-designated place située dans le comté de Galveston, dans l’État du Texas, aux États-Unis. Sa population s’élevait à 500 habitants lors du recensement de 2000.